# Anders Lettström
Anders Gustaf Lettström, född 24 mars 1948 i Oscars församling i Stockholm, är en svensk arkitekt, ekonom och företagsledare.

## Bakgrund och studier
Anders Lettström är son till arkitekt SAR Gustaf Lettström och Ingrid, ogift Berthner, samt brorsons son till Harald Lettström. Han blev arkitekt SAR vid Kungliga Tekniska Högskolan (KTH) 1972 och civilekonom vid Stockholms universitet 1978. Han studerade juridik 1978–1981 och fastighetsekonomi vid KTH 1979–1981.

## Karriär
Lettström var anställd vid Lettströms arkitektkontor 1972–1974 och Presidium AB 1974–1977. Han var fastighetschef, först vid BPA Byggproduktion AB 1978–1982 och sedan vid Armerad Betong Vägförbättringar AB (ABV) 1982–1985. Han var verkställande direktör vid Reinhold Fastighets och Byggnads AB 1985–1989, vice koncernchef vid Reinhold AB 1989–1990 och VD för Reinhold City AB 1990–1992. Sedan var han verkställande direktör för Prof Corp Realestate 1993–1997.
Han var delägare och styrelseledamot i Profi Partner AB 1993–2000. Han var anställd vid CB Richard Ellis AB 2000–2003. Vidare blev han ägare av och styrelseordförande i Sköldnora Förvaltning AB 1994 och Sköldnora Fastighets AB 2002.
En rad olika styrelseuppdrag har Lettström också haft. Han satt i styrelserna för Arkitekturmuseum 1987–1992, Fastighets Renting 1987–1992, Swedish International Property Assossiation (Sipa) 1988–1993 och Merchant Grundström & Partners Holding AB 1989–1995. Han var styrelseordförande i Samfundet för Fastighetsekonomi (SFF) 1992–1998, Stockholms Byggnadsförening 1987–1990, Savills Galbreath Ltd 1995–1997 och Nordisk Armering AB 1996–2001. Han var styrelseledamot i Sita Sv AB 2001–2004 och 2 Entertain AB från 2003 samt styrelseordförande i Sv Fastighetsfond 2002–2004 och Oscarsteatern AB från 2004. Han blev ordförande i World Scout Foundation BP-Fellows Sw chapter 2003.

## Familj
Anders Lettström var 1978–1990 gift med filosofie kandidat Eva Dahlbäck och från 1991 med Christina Hjärpe.